# Poul Erik Petersen
Ne doit pas être confondu avec Poul Eyvind Petersen.
Poul Erik Petersen dit Popper (né le 7 mai 1927 au Danemark et mort le 14 octobre 1992) est un joueur de football international danois, qui jouait en tant qu'attaquant.
Il est connu pour avoir terminé meilleur buteur du championnat du Danemark lors de la saison 1951-52 avec 13 buts (à égalité avec Valdemar Kendzior).